# Bélgica nos Jogos Olímpicos de Inverno de 1928
O Bélgica mandou 25 competidores que disputaram três modalidades nos Jogos Olímpicos de Inverno de 1928, em St. Moritz, na Suíça. A delegação conquistou 1 medalha no total, sendo uma de bronze.